# 誠樹ふぁん
誠樹 ふぁん（まさき ふぁん　4月10日）は日本の女性声優。主にアダルトゲームに声をあてている所属フリー声優。愛称はふぁんたん。

## 人物
2008年頃から催眠音声の読み手を始め、催眠音声ブームの火付け役となる。
本や催眠ショーで直接術者に指導を受けるなど、催眠術師としての技術もある。
無料公開の催眠音声『ふぁんたんとチュチュしたい。』出演後、ファンからは「ふぁんたん」と呼ばれていることが多い。
アダルトゲームへの出演が多いが、『JR新潟駅の新幹線乗換案内』や『集英社ヤングジャンプの公式動画』にも声優として出演している。
事務所への所属経験もあるが、現在はフリー。
成人向け同人音声作品を中心に制作している『サークルみじんこ』に声優として参加している。サークル名は「しょぼい」という意味。
趣味は子ども歯磨き粉集めで、お気に入りは「クリニカkid'sのすっきりピーチ」
朝ごはんはほぼ食べない派。
声優になろうと思ったことはなく、気付いたらなっていたと言っている。
自宅に防音室や機材を導入し、仕事は宅録がメイン。ダミーヘッドマイクなども所持している。
メルヘン星から来た410歳のサキュバスという設定がある（4月10日が誕生日のため）。

## 出演作品
太字は主役・メインキャラクター

### ナレーション
- JR東日本新潟駅いなほ号新幹線乗換アナウンス[18]
- LEDキャンドル・ホノノスティック[18]
- 集英社ヤングジャンプ公式ダイジェストムービー「オキザリスの旗。」[18]
- となりのヤングジャンプ「二ツ星駆動力学研究所」THE MASTER OF TTS 2nd PV[18]

### ソーシャルゲーム
- ガールズヘルファイア(全てのボイス)[18]
- ロードオブワルキューレ(アテナ、ソフィ、リュカ)[18]
- でぃめんしょん！ぬ〜どぱにっく(七海優那・鏡優香・佐々木朱里)[18]
- 淫魔降臨デビル☆カーニバル(イザナミ・マガツヒノカミカード・スクール☆ココロ・フィラ＝エレメンツ・ダークマター)[18]
- 空戦乙女☆ヴァージンストライク(イルゼ・ヴュルガー・アンジェリカ水着ver・スティナ)[18]
- ロイドマスター[18]
- オレは、好色一代男! -全国エロ行脚-(二階堂京子、キャサリン・ブライトマン、沼倉夏夜、玖珂七瀬、上大沢弥生、來夢愛理)[18]
- 変・身・少・女 メタモルメイデン(10万人突破記念みう、ロキ・ワルキューレ、ケットシー、セラフィムアンジュ)[18]
- アルカディアコード[18]
- 妖怪リング　〜もののけ娘☆パラダイス〜(【化け猫】アーニャ、【式神】シオリ)[18]
- スクxパニ〜スクールガールズパニッシュメント〜(七海優那、鏡優香)[18]

### ラジオ
- そこ☆あに(2009年3月〜2010年3月配信パーソナリティー)[18]
- クラブ・モンテカルロ(彼女を射止めるABC,男子校の苦悩,合コンで彼女を見つけたい！,それって本当にしてるの？回)[18]
- I Still Love You(145,147,149配信)[18]
- おっさんBの言いたい事も言えないこんな世の中じゃ(若山チナツ役)[18]
- j-wave 81.3FM(嗚呼、きもちいい　with my friend)[18]
- Anomalocaris(#021ゲスト)[18]

### 書籍
- さあ、やってみよう~催眠オナニー入門~[19](作者、サークル、声優紹介ページ内)

### テレビ
- TOKYO MX「そこウサ」(2012/3/30 27:00放送「女教師のいいなり〜メトロノームの音に合わせて〜」) [20]
- TOKYO MX「そこウサ」(2011/12/29 27:00放送「彼女とイチャイチャラブラブ安眠音声」)[20]

### 催眠音声
- すくりぷてっどこねくしょん（第四弾、第五弾、第七弾）[18]
- しまぱん!（妹）[18]
- 腕輪〜bracelet〜（S女性）[18]
- ラビットラビリンス（S女性）[18]
- 腕輪2〜射精管理〜（S女性）[18]
- ラビットストラテジー（S女性）[18]
- Listenable pharmacy（PowerfulDrug、RhythmPrescription、SynergismDuet、SynergismDuet Echo）[18]
- へっぽこ催眠術師の催眠音声（現代風催眠、実用催眠）[18]
- メイドのい・い・な・り〜射精管理ボイス〜（メイド）[18]
- 淫魔のいいなり〜サキュバスの夢〜（サキュバス）[18]
- 催眠のお部屋〜お姉さんと・・・〜（お姉さん）[18]
- 遊園地でご奉仕〜スピードコース〜（メイド）[18]
- メイドのいいなり〜遊園地でご奉仕〜（メイド）[18]
- 双子のい・い・な・り〜性感開発ボイス〜（双子）[18]
- 女教師のいいなり〜メトロノームの音に合わせて〜（女教師）[18]
- 魔女の魔法〜魔女様の言うとおり…〜（魔女）[18]
- モデルのいいなり〜催眠個人撮影会〜（杏）[18]
- ふぁんたんとチュチュしたい。Ver1.00（ふぁんたん）[18]
- ふぁんたんとチュチュしたい。Ver1.03（ふぁんたん）[18]
- ふぁんたんとチュチュしたい。ver2.00 「悪魔と姉妹」（ふぁんたん）[18]
- S系催眠マッサージ師編（お客さん）[18]
- 彼女とあまあま催眠（彼女）[18]
- 愛情催眠（彼女）[18]
- わんわん催眠（ご主人様）[18]
- わんこ催眠（ご主人様）[18]
- 後輩催眠（後輩）[18]
- 初心者のための催眠音声[18]
- 催眠ベッドイン・癒し系お姉さんにちょっとイジワルな隠語射精管理&催眠バーチャルセックス（お姉さん）[18]
- ヤンデレメイドの監禁催眠（ヤンデレメイド）[18]
- 誰得催眠製作所（わらび餅化催眠）[18]
- エロトランス（催眠ゲーム 〜術師の挑戦〜）[18]
- キモチイイコト（女性・ボーカル）[18]
- Healing Story（イチャイチャしよ朗読）[18]
- トラウマヴァーチャル体感(精神衛生犠牲)シリーズ01 催淫唇術-原宿歩道橋にて[18]
- 催眠オナクラM性感 マキ 〜らぶらぶぴろーせっくす〜[18]
- 催眠触手  〜侵食快楽〜[18]
- 保健室催眠[18]

### ゲーム

#### 2006年
- 絶対最強俺様HERO〜お仕置きは中出しだ!〜（エルザ、狐の怪人、クマの怪人）
- 奴隷の精（プリナ）
- 陵理自慢! 性奴レストラン『黒猫亭』

#### 2007年
- 妹・・・中だし・・・・（真奈）
- White Night Ignite（柿本林檎）
- 快楽☆なんでもショッピング（ルイス）
- 飼育される牝の構図（逢坂有紀子）
- 忍・快楽拷問
- 純血よりなお紅く（海薙知砂）
- 私立 懐妊学園（雫、あやめ、小雨）
- 私立懐妊学園2〜あやめと小雨編〜（あやめ、小雨、雫）
- すもも女学園（まゆ、ゆかり、すみれ）
- 奴隷皇女リーア
- マジカルハンタープリナ（テンパ）

#### 2008年
- 悪霊ッ!! 〜神出鬼没の強姦魔〜（花嫁、魔女）
- いもうと（佐渡穂）
- 淫魔の種 〜復讐の触手姦〜（加茂 倫子）
- 掟〜女子バスケ部の秘密〜（恭子）
- 『巌母堕悦』 勇者の仲間達奴隷改造計画4（サツキ）
- きゅあ☆きゅあ（キュア、あいり）
- 義理☆ギリ しすたぁ〜ず（天野 由佳子）
- 酒呑看護婦 -シュテンナース-（高田真夜）
- 恥辱の渦 〜狙われた二人の新妻〜（ひとみ）
- 調教クエスト
- ついん ぴんくす（小野寺 茜）
- 犯罪ボイン（鮎原七緒、輝美（＝ブタッチ）、トーテム、クリ坊、地底人）
- Falling Ark Maiden 〜紅魔館のメイドさんは穿いてない〜（十六夜咲夜）
- 魔女の鎖（ルエイン・リュミエール）
- みつけて!かくれんぼ!?（彩）
- 「無限回想」Vol.1 女子高生たまお 監禁恥辱（たまお）
- めたもるふぉ〜ぜ 〜変容! 変身!! 大変態っ!?〜（植田 恋香、竹本 彩音）[21]
- 優美の露出狂伝説（東原 優美）
- 凌辱劇場「女子校生強制売春/強姦アパート」（矢島明美）

#### 2009年
- 獣の犠牲 -ケモノノイケニエ-（平井アヤ）
- 肛姦便器 人妻連続アナル姦
- 極悪勇者鬼畜旅2（アリス）
- 催眠羞恥露出（豊原佳代子）
- サドマゾクレージー（長谷村すみれ）
- 社内奴隷〜備品に堕ちた牝の末路
- ダンジョンブレイカー
- Distance -ディスタンス-
- 肉妻公衆汁便器 奥様は精液便所（岩岬美月）
- NURSE HARD -深夜の特別看護-（綾乃）
- power struggle 〜欲望だらけの国〜（ラナエル）
- パンツ泥棒とスク水マーメイド
- black・shuck
- BreakRoom / 休憩室（レイカ）
- プロラチリスト狂介 〜幼裂陵辱七日間〜
- マルチアングルせっくす（マキ）
- 優美の露出狂伝説2（東原 優美）

#### 2010年
- 彼じゃない誰かの腕に抱かれている私（倉林真利子）
- 看護婦長ゆき子の受難（成島由貴子）
- 限界!?お兄ちゃん vol.1（妹）
- シュガーパニック -フルたん出会い編-（フルクトース）
- 少女、半殺し。
- 生徒会長は真性露出狂 2（布祐香）
- ダークサイド勇者
- ダブリーな彼女〜Hな女難かどうかはさておき〜（高城杏子、ゆき）
- ドM新妻!ドS妹!秘密でH!（妻）
- 寝取られ彼氏（東咲小百合、東咲麗香）
- Harem in maze UPPERS
- 妹隷事 〜マイレージ〜（松下沙耶）
- みう（小谷美羽）
- 闇ブリーダー種付け繁殖場 〜受精肉奴隷の監獄〜
- 優美の露出狂伝説ハードコア（東原 優美）

#### 2011年
- 愛嬢機姦III -ブルマ娘と謎の技士- 〜極☆動!FXXX〜（カナミ、アンリ、女医）
- 淫謀にハマる魔法少女（月野森さつき）
- オナクラ Tフロントカフェへようこそ!!
- おにいちゃんのためのSEX講座（花歩）
- 俺様学園
- 学園占拠（清水由佳）
- 学用患者の超羞恥体験（桜衣ちはる）
- かわいい妹にリズムに合わせて腰を振れだって?!（伊久美早苗）
- きょうぱい
- 脅迫写真 1&2（めぐみ、さえこ）
- 限界!?お兄ちゃん vol.2（妹）
- 【3DCGアニメ】 生恥 -IKIHAJI-（奈々尾亜美）
- 草食系な俺と美人すぎる婚活相手と自宅警備員な弟（桐原清香）
- SODA plus（ソーダ）
- 東方玉消失〜Femme Fatale de Castration.（八意永琳）
- 奈落隷戯（江本沙織）
- 人妻戦士早苗（クィーン）
- もんむす・くえすと! 前章 〜負ければ妖女に犯される〜（アルマエルマ）
- もんむす・くえすと! 中章 〜負ければ妖女に犯される〜（アルマエルマ）
- わんわんしぃし〜（蒼生）

#### 2012年
- 兄嫁便器〜大事な妻が寝取られて〜（桃子）
- 淫魔の夜想曲2 素人童貞の勇者
- 「裏ゴト師」 陵辱アイドル調教奴隷（根岸雷火）
- 華麗に悩殺♪ くのいちがイク! 〜桃色ハレンチ忍法帳〜（香澄）
- カワイイ子みつけたらペロペロ（舞、七美）
- ガングロビッチ妹を種付け調教（リサ）
- GIFT17 関口愛依 〜プレミアム会員証SAI〜（関口愛依）
- 矯正女教師・恭子 〜女学園の悪夢〜（古瀬村静）
- 黒髪巨乳委員長の痴漢されまくり日記（静稀優璃）
- 外道生徒会（佐倉マドカ）
- 限界!?お兄ちゃん 2.5（妹）
- 催眠羞恥露出2（三原聖子）
- ストッピング!!!3 リアクションもあるよ学園編
- ストッピング!!!4 熱血スポーツ編
- 精霊天使プリ・リエラ-強襲!スライム男-（プリ・リエラ）
- 精霊天使プリ・リエラ-壷の中で触手漬け!?ハメられた魔法少女!!-（プリ・リエラ）
- ダンジョンブレイカー2（ソーシャ、アキンドー）
- 超速陵辱 〜やってみた生配信〜（巨乳グラドル）
- 奴隷アニメRPG 〜スレイヴクエスト〜Ver1.3
- 女体化した俺が周囲の男達に弄ばれ、エロすぎるソープ嬢へと堕ちるまで（春坂響）
- Harem in maze 2 天国の塔
- 発情した妹は、俺の専用オナホール!（妹）
- ふろぱい（ゆい）
- 魔導城のすね毛 増毛（ロレーヌ）
- マネーのケダモノ 〜金の力でやり放題。ひれ伏せ牝豚ども! 〜（巻原 綾香）
- 魔法少女の穴 使い魔いんさ〜と（天祢宜弘子）
- モンマスII 〜魔物娘と闘技場〜
- 春色に染めて（明治春）

#### 2013年
- 淫乱勇者セフィのRPG 〜世界を救うえっちな冒険!?〜（セフィ）
- 褐色ぶっかけマルチアングル（滝元ハルカ、サキ）
- KISS×800 KISSで学園崩壊? 01放課後編（暁十六夜）
- KISS×800 KISSで学園崩壊? 02屋上編（暁十六夜）
- 帰宅少女の誘い方（河内 美紅）
- さなちゃんのひみつきち（さなちゃん）
- 祝祭の歌姫 -君と紡ぐ明日への歌-（サーシャ）
- 白黒催眠（一之瀬まどか）
- 清純派アイドル拉致監禁陵辱調教（清水蛍）
- セックスアイドル48! 〜淫乱娘アイドル化計画〜
- 誰もが恐れる不良だったのに、女体化したらヤリマン肉便器にされた俺（三峰友美）
- 冒険者の町を作ろう! II（リット）
- 魔王降臨3 〜女勇者処女凌辱冒険譚〜（ミーシャ、エレナ、マイラ）
- 6人姉妹ハーレム催眠〜催眠術で禁断の姉妹姦通（葵）
- 露出悶絶 美少女アイドル 羞恥の紋章（西園寺はるか）
- ステラのセクハラワーキング 〜みんなHになっちゃうお色気フェロモン発生中!?〜（メリー）
- さなちゃんとうみのいえ（さなちゃん）
- 男湯に入ってきた女の子をどうするか2（りな、かな）

#### 2014年
- ポケットギャルハンター[18]
- 妹ヘヴン お兄ちゃん大好きな妹たちと♥甘えまくり攻めまくりエッチ生活（水橋千歳）[18]
- 巫女ノカナタ 阿国神社異聞録 〜輪の章〜(御巫心春)[18]
- TS魔法少女なお!（春風舞衣/アーティ・チェリー）[18]
- さくら色のアムール -妹アムール編-(浅見 友里)[18]
- 正義感の強い男だったのに、女体化したら好きな女にレズられ、嫌な男教師にセクハラされた俺（瀬川 百合）[18]
- 少年と痴女おねえさん達の幸せHなアパート暮らし（優奈・美由紀）[18]
- ハメたいJドルの墜とし方 〜美少女Jドル×眠姦レイプ調教〜（小倉 あんな）[18]
- 俺の幼馴染みが恋愛レッスンを所望している（臼井 透子）[18]
- セイカツ! 〜みんな大好き! 極めて、えろラボ!〜（柴崎 柚子子)[18]
- JK喪失リプレイ 〜処女喪失を何度も味わえる男〜（高木遥香）[18]
- 淫魔の夜想曲1R 淫魔と乳房と童貞と[18]
- 欲情勇者エリナの大冒険 〜世界を救うエロ物語〜（エリナ）[18]
- ドMな男の娘は好きですか 〜虐められたい、罵られたい、お尻の穴を犯されたい〜（福原 祐希）[18]
- 撫乳 〜今夜、あなたのお掃除しましょうか?〜（長澤梨花）[18]
- おなちゅ!(滝川 ひびき)[18]
- 俺の弟がこんなにk(ry(仲立 遥)[18]
- TS魔法少女なお! BunnyS!（春風舞衣/アーティ・チェリー）[18]
- 川と少女とときめきキャンプ（風花）[18]

#### 2015年
- 不条理世界の探偵令嬢 〜秘密のティータイムは花園で〜(土屋芽衣)[18]
- イキます! チア部の娘と教師の母と 〜肉体を張って応援中!〜（芹沢 葵）[18]
- レベルドレイン2 〜尻尾に吸われるためのレベル上げ〜（トト）[18]
- JK聖女淫罰 〜穢れし肢体への裁き〜（生方 理名）[18]
- ただひたすらに堕ちていく幼馴染と、それを黙って見ていた俺（間島 裕子）[18]
- カンダタの大冒険(村娘)[18]
- 閃光の騎士 ‐カリスティアナイト‐（ルシル）[18]
- RiNeria-新人サキュバスと善人の村-（リネリア・リネリ・ネリア）[18]
- レイパー・ゲーム2（ナイト役）[18]
- ナマイキ黒ギャル鉄管拘束種付 〜褐色ビッチの悪態が悲鳴に変わる5日間〜(滝元はるか)[18]
- ラクエンイセキのリムリリム(メア役)[18]
- 正しい姉妹の調教方（きょうか）

#### 2016年
- 時の旅人マリー（マリー）
- 囚姦魅矢火 虜囚調教編（久弥 魅矢火）
- JK敏感潮吹き肉食系処女 ～彼女をイカせられるのは俺だけだ～（土屋 美空）
- 淫欲魔法聖闘士 ～狙われしリナの淫靡な肢体～（朝倉 里菜）
- さなちゃんのうんどうかい（さなちゃん）
- 逆レイプ女子寮 ～迫り来る女達に搾り取られ続ける俺の白濁液～（芹沢 葵）
- カーストスレイブ ～人間扱いされなくなった女性学園生の悲劇～（巻瀬 美樹）
- 会員制レイプクラブ ～処女凌辱の宴～（立花 美代）
- 息子のムスコは誰のモノ!? ～ムスコ争奪母妹戦線～（戸野田 美代子）
- 発射できない男(仮)（伊月 涼花）
- サンダガ!! -HONEY'S END SUPERNOVA-'轟 水菜）
- 封魔聖女ロザリア（羅羽瑠）
- 親娘どんぶりの出る定食屋（舞香）

#### 2017年
- 魔剣士リーネ2（ベアトリス）
- 巨乳クリニック ～ベッドの中で上も下もお世話される夢の入淫生活～（久我谷 幸和子）
- 続・奥様はおねえちゃん!?（遠山 香織）
- 夜想噺 知夜（福分 知夜）
- 特殊専門風俗店 ～ロリ爆乳～
- SLAVE PRINCESS（フレデリカ・クロノワール）
- うたパコ（マリ）
- 魔法聖女 姫騎士カノン くっ殺せ! 触手まみれの巨乳変身美少女戦士
- 人妻催眠計画 ～催眠誤認で家庭円マン!～（鳴海 亜佐美）
- 巫女ノカナタ 阿国神社異聞録 ～廻の章～（御巫 心春）

#### 2018年
- サイミンヂカラ ～催眠術をめぐる淫らな白濁の物語～（望月 桜子）
- 今夜のお妻味 ～息子達の嫁は蜜の味～（小鳥遊 早苗）
- それイケ! ちんぽーたー! ～神出鬼没な俺のアレ～（花塚 心乃）
- 智百合の確執（真門 智百合）
- メイド系過激リフレ 本日開店!

#### 2019年
- ロリっ子ヒロイン! マジカルぐんぐん!（佐藤 奏/マジカルぐんぐん）
- 痴漢電車2 新妻オトリ捜査官 ～狙われた熟れた肉体～（早坂 静香）
- ゆのまち人妻紀行 ～温泉で濡れ濡れです!～（牧野 秋江）
- カイと夢を見ぬ魔女（リンプ・インセス、トキノ・ビヒト）
- 誘惑なまいきロリータ（あゆき）
- 令嬢事件簿（ライネス）

#### 2020年
- Milking Farm（ラピティ）
- 復讐してやる! ～マーダープリンセス・ナハティガル～（ルクス）
- 幼なじみがツンからデレるまで（坂梨 律花）
- 黒ビッチギャルがキモオタに堕ちるまで 〜監禁凌辱配信日記〜（東山 あずさ）
- お試しLive2D
- 姫巫女 朱月（川瀬 にーみ、十四代 澱香）

#### 2021年
- 迷宮街のカーディン -異世界転生悪役令嬢憑依モノ-（カーディン=ハークオ）